# Hypocephalus
Hypocephalus is een geslacht van kevers uit de familie Vesperidae. De wetenschappelijke naam van het geslacht werd in 1832 gepubliceerd door Anselme Gaetan Desmarest.

## Soorten
Hypocephalus is monotypisch en omvat slechts de volgende soort:
- Hypocephalus armatus Desmarest, 1832